# Ay Haití
«Ay Haití» es una canción caritativa grabada por varios artistas españoles y latinos como una iniciativa en beneficio a las víctimas del terremoto de Haití ocurrido en enero de 2010.

## Historia
Después de "We Are The World 25 for Haiti" y su versión en español "Somos El Mundo", el músico y productor Carlos Jean y Dnovae hicieron una iniciativa para que varios artistas se unieran para grabar un nuevo tema con el único objetivo de recaudar fondos para la reconstrucción de Haití, cuyos ingresos fueron destinados a Intermón Oxfam.

## Grabación
Fue grabada por 25 artistas, en su mayoría españoles, entre los que destacan Alejandro Sanz, Miguel Bosé, La Oreja de Van Gogh, Marta Sánchez, entre otros, junto a otros artistas latinos como Juanes, Shakira, Belinda y Aleks Syntek, siendo Alejandro Sanz, Miguel Bosé, Bebe, Najwa Nimri, Estopa y David Summers el primer grupo en mostrar su apoyo.

## Video musical
En el video musical participaron los artistas ya mencionados, siendo producido por Arsénico P.C. y bajo la dirección de Borja Crespo.

## Lanzamiento y promoción
La canción fue estrenada en las radios españoles el 27 de marzo, así como comercializada en tiendas digitales y a través de teléfonos celulares, y el 13 de abril apareció en un disco editado por la discográfica Sony Music. El 19 de abril se lanzó el video oficial de la canción donde aparecen los artistas que colaboraron en ella.

### Lista de canciones
Descarga digital
1. Ay Haití - 5:11

Descarga digital/Maxi Single
(88697703182; 20 de abril de 2010)
1. Ay Haití - 5:11
2. Ay Haití (Jelly RmX edit) - 4:50
3. Ay Haití (Dub mad RmX) - 7:05
4. Ay Haití (Jelly Rmx Extended) - 7:49

## Músicos
| - Alejandro Sanz - Aleks Syntek - Anni B. Sweet - Bebe - Belinda - Carlos Jean - David Otero - Dj Nano - Estopa - Hombres G - Daddy Jean - José Mercé - Juanes - Kun Agüero - La Mala Rodríguez - La Oreja de Van Gogh - Macaco - Marta Sánchez - Miguel Bosé - Najwa Nimri - Sandra Carrasco - Shakira - Wally López - Zahara - OBK - Diego Forlán - Sergio Ramos - Kaká - Iniesta - Yasniel Monatano - Paz Vega - David Summers - Enrique Iglesias |

## Listas
| Región | Lista                | Mejor posición |
| 2010   | 2010                 | 2010           |
| ------ | -------------------- | -------------- |
| España | Top 50 Canciones     | 1              |
| España | Top 20 Radio         | 19             |
| Europa | Euro Airplay Top 100 | 46             |
| Europa | Euro Singles Top 100 | 81             |
| Europa | Euro Digital Top 100 | 50             |

## Premios
- 2010: Premios 40 Principales - Mejor Clip - Ganador[12]